# Juan Antonio Iribarren
Juan Antonio Iribarren Cabezas (7 de maio de 1885 — 1966) foi um militar e político chileno. Foi presidente do Chile entre 17 de outubro e 4 de novembro de 1946.